# Verbandsgemeinde Ulmen

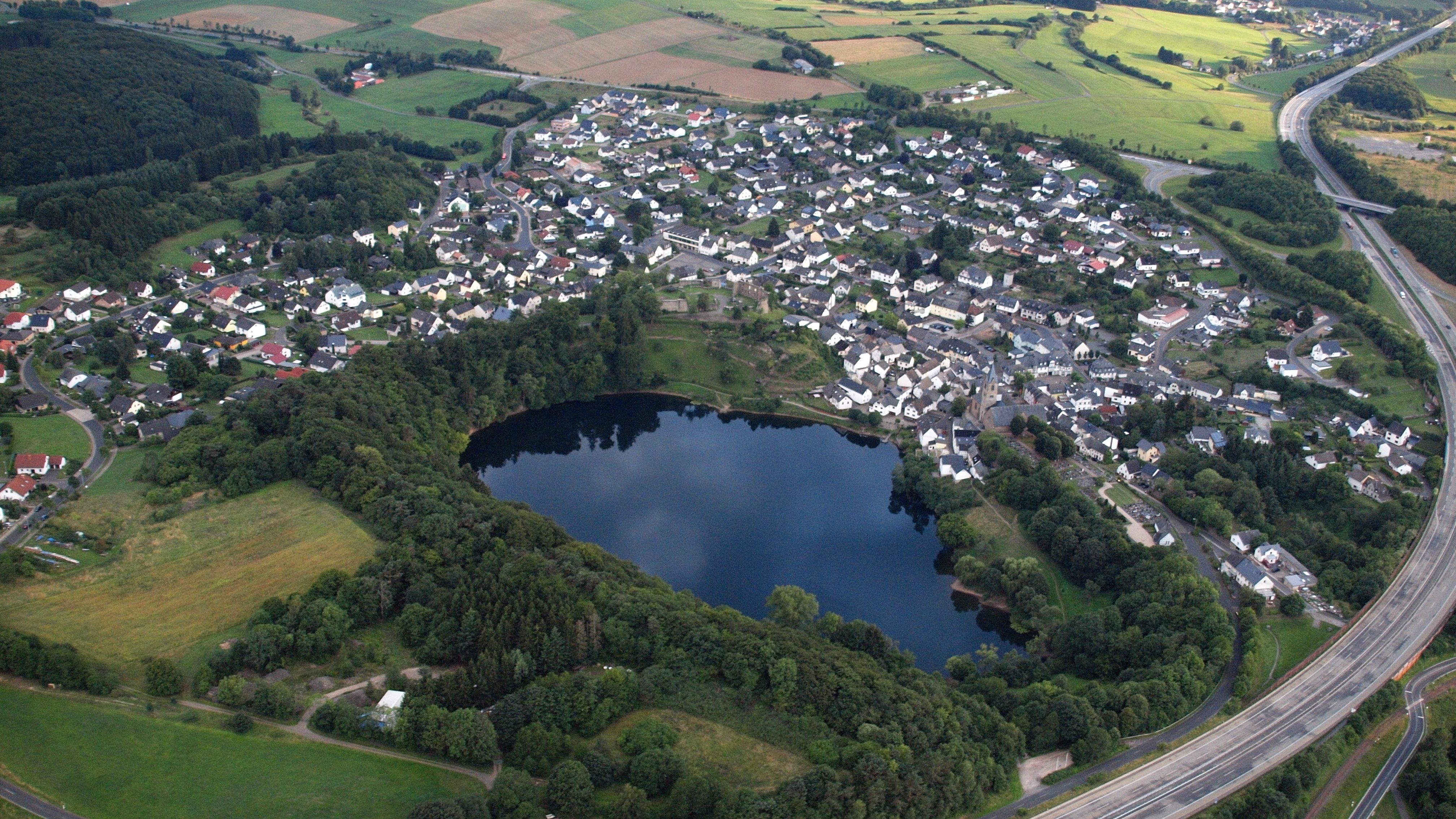
Stadtmitte von Ulmen mit dem Ulmener Maar

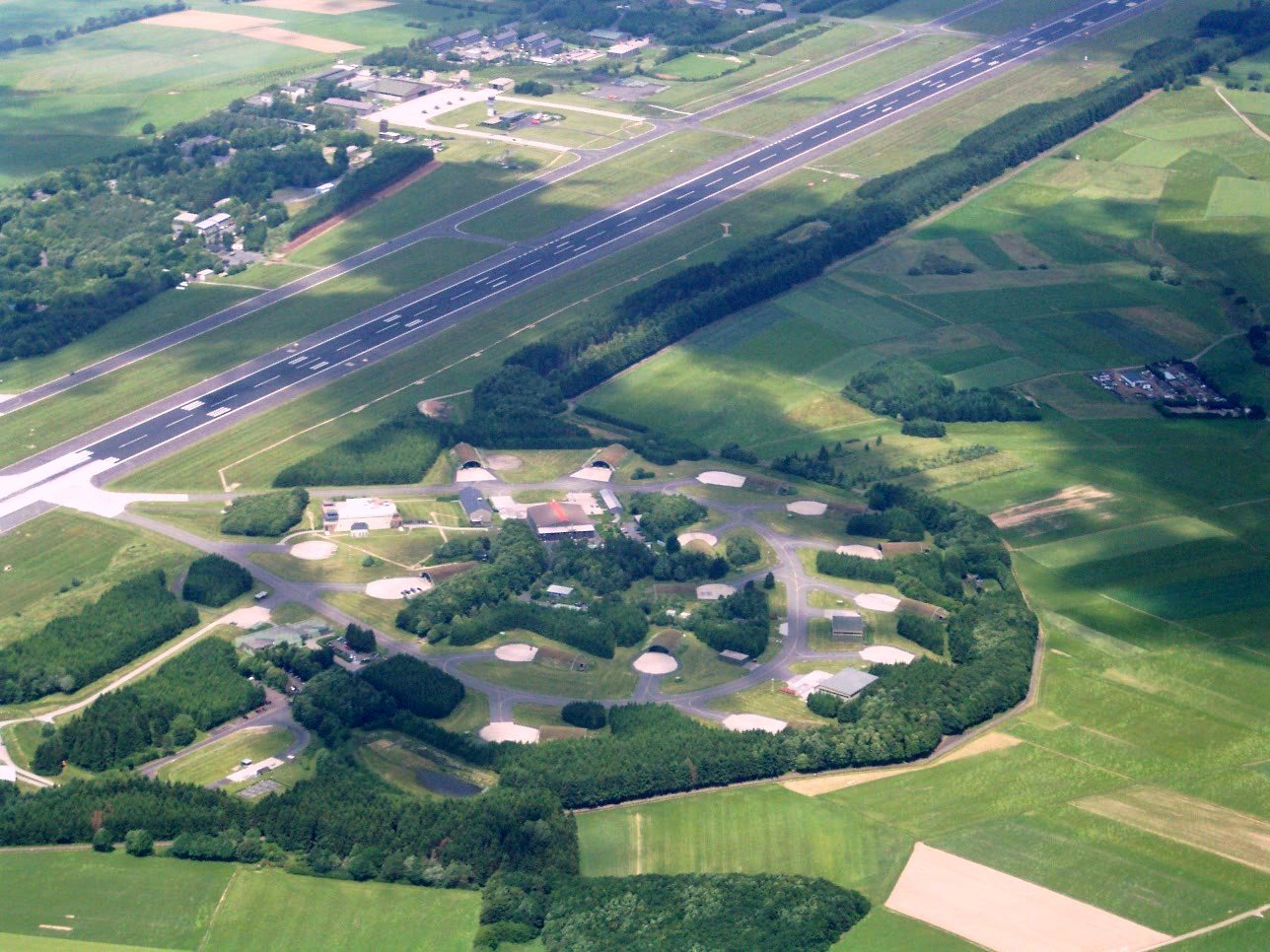
Fliegerhorst Büchel

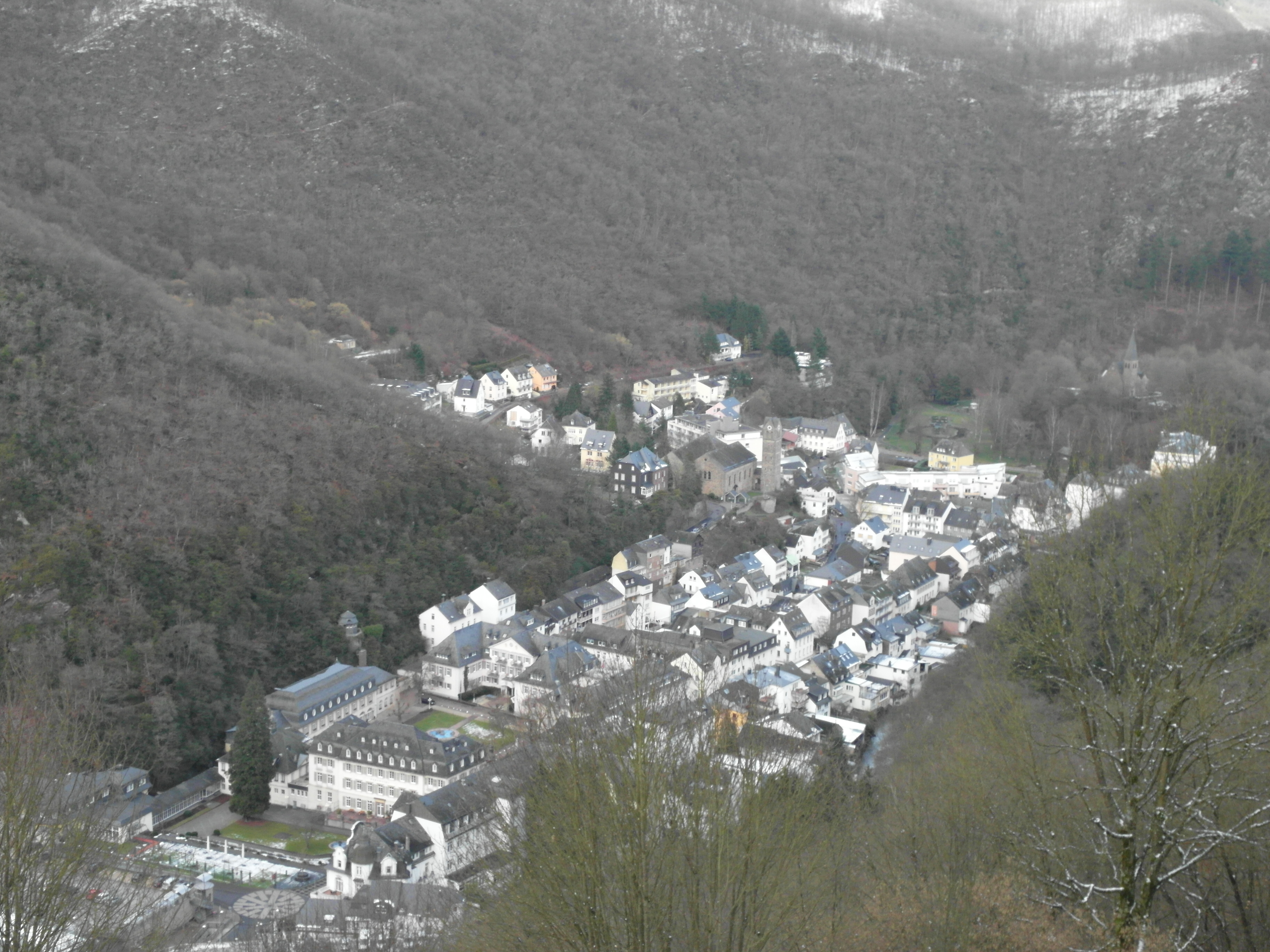
Staatsbad und Kurort Bad Bertrich

Die Verbandsgemeinde Ulmen ist eine Gebietskörperschaft im Landkreis Cochem-Zell in Rheinland-Pfalz. Der Verbandsgemeinde gehören die Stadt Ulmen sowie 15 weitere Ortsgemeinden an, der Verwaltungssitz ist in der namensgebenden Stadt Ulmen. Das Gebiet der Verbandsgemeinde umfasst einen Abschnitt der Vulkaneifel.
Die Bundesautobahn 48 und die Bundesstraßen 257 und 259 führen durch das Gebiet.
Überörtlich bekannt sind neben der Stadt Ulmen mit dem Ulmener Maar, den Ulmener Burgen und dem Jungferweiher der Fliegerhorst Büchel und der Kurort Bad Bertrich.

## Geographie
Naturräumlich gehört das Gebiet der Verbandsgemeinde zu den Landschaften Ueßbachbergland, Mittleres Ueßbachtal, Unteres Ueßbachtal, Gevenicher Hochfläche und Müllenbacher Riedelland.
Benachbarte Kommunen sind die Verbandsgemeinden
Kelberg,
Kaisersesch,
Cochem,
Zell (Mosel),
Traben-Trarbach und
Daun.

## Verbandsangehörige Gemeinden
| Ortsgemeinde, Stadt    | Fläche (km²) | Einwohner |
| ---------------------- | ------------ | --------- |
| Alflen                 | 13,42        | 811       |
| Auderath               | 6,19         | 674       |
| Bad Bertrich           | 8,71         | 1.038     |
| Beuren                 | 10,63        | 429       |
| Büchel                 | 12,84        | 1.227     |
| Filz                   | 3,11         | 81        |
| Gevenich               | 7,12         | 719       |
| Gillenbeuren           | 4,70         | 260       |
| Kliding                | 5,27         | 209       |
| Lutzerath              | 23,70        | 1.469     |
| Schmitt                | 2,71         | 118       |
| Ulmen, Stadt           | 28,62        | 3.515     |
| Urschmitt              | 6,61         | 198       |
| Wagenhausen            | 1,80         | 65        |
| Weiler                 | 7,32         | 271       |
| Wollmerath             | 4,06         | 201       |
| Verbandsgemeinde Ulmen | 146,82       | 11.285    |

(Einwohner am 31. Dezember 2023)

## Bevölkerungsentwicklung
Die Entwicklung der Einwohnerzahl bezogen auf das heutige Gebiet der Verbandsgemeinde Ulmen; die Werte von 1871 bis 1987 beruhen auf Volkszählungen:
| Jahr | Einwohner |
| 1815 | 4.365     |
| 1835 | 6.113     |
| 1871 | 6.398     |
| 1905 | 7.318     |
| 1939 | 8.112     |
| 1950 | 8.238     |

| Jahr | Einwohner |
| 1961 | 9.053     |
| 1970 | 9.780     |
| 1987 | 9.555     |
| 1997 | 10.830    |
| 2005 | 11.053    |
| 2023 | 11.285    |

## Politik

### Verbandsgemeinderat
Der Verbandsgemeinderat Ulmen besteht aus 28 ehrenamtlichen Ratsmitgliedern, die bei der Kommunalwahl am 9. Juni 2024 in einer personalisierten Verhältniswahl gewählt wurden, und dem hauptamtlichen Bürgermeister als Vorsitzendem.
Die Sitzverteilung im Verbandsgemeinderat:
| Wahl | SPD | CDU | FDP | FWG | FWB | WGR | Gesamt   |
| ---- | --- | --- | --- | --- | --- | --- | -------- |
| 2024 | 5   | 14  | –   | 5   | 4   | –   | 28 Sitze |
| 2019 | 6   | 15  | –   | 6   | 1   | –   | 28 Sitze |
| 2014 | 8   | 16  | –   | 4   | –   | –   | 28 Sitze |
| 2009 | 7   | 16  | –   | 3   | –   | 2   | 28 Sitze |
| 2004 | 6   | 17  | 0   | 3   | –   | 2   | 28 Sitze |

- FWG = Freie Wählergruppe der Verbandsgemeinde Ulmen e. V.
- FWB = Freie Wählergruppe Büchel e. V.
- WGR = Wählergruppe Dr. Bangert

### Bürgermeister
Bürgermeister der Verbandsgemeinde Ulmen ist seit dem 1. Januar 2010 Alfred Steimers (CDU). Bei der Direktwahl am 24. September 2017 wurde er mit einem Stimmenanteil von 83,6 % für weitere acht Jahre in seinem Amt bestätigt. Steimers ist Nachfolger von Hans-Werner Ehrlich, der das Amt seit 1993 ausübte.